# Strauchiger Steinsame
Der Strauchige Steinsame (Lithodora fruticosa) ist eine Pflanzenart aus der Gattung der Lithodora in der Unterfamilie der Boraginoideae innerhalb der Familie der Raublattgewächse (Boraginaceae).

## Beschreibung

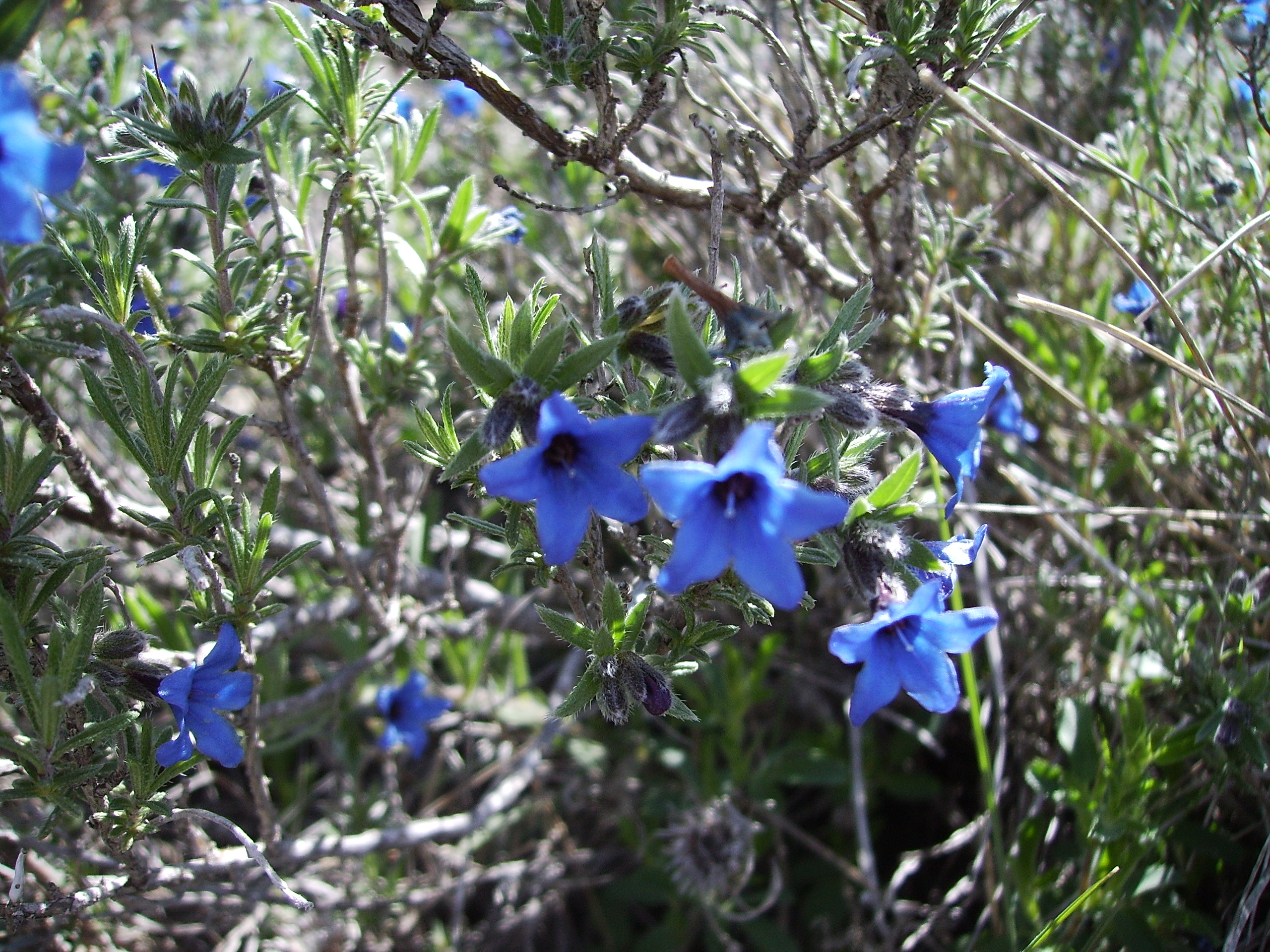
Blüten

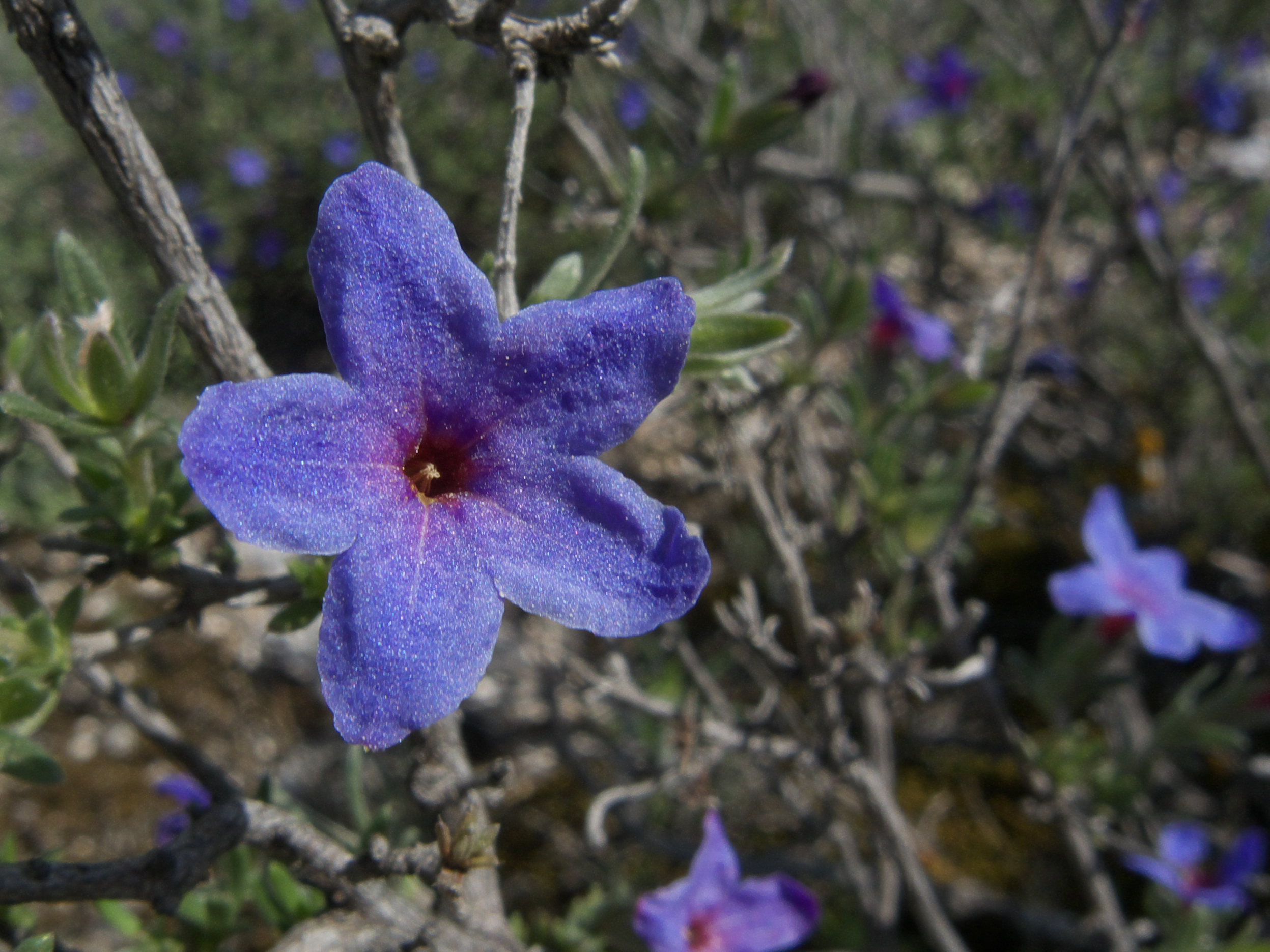
Blütenkrone

### Vegetative Merkmale
Der Strauchige Steinsame ist ein niedriger, locker verzweigter Strauch, der Wuchshöhen von 20 bis 100 Zentimetern erreicht. Die schmalen Laubblätter sind lineal-länglich, sitzend, rundspitzig, die jüngeren sind angedrückt weißborstig, die älteren sind unterseits weißfilzig mit umgerolltem Rand sowie oberseits mit abstehenden, auf Höckerchen sitzenden Borstenhaaren besetzt.

### Generative Merkmale
Die Blütezeit liegt zwischen März und Juni. Die zwittrigen Blüten sind fünfzählig mit doppelter Blütenhülle. Der fast ganz geteilte Kelch mit schmalen Zipfeln ist borstig. Die purpurviolette oder blaue Blütenkrone ist innen ohne Schuppen oder Falten, stieltellerförmig, 12 bis 18 Millimeter lang, mit kahlem Schlund und ist außen am lappigen Saum manchmal spärlich borstig. Die eingeschlossenen Staubblätter sind alle auf derselben Höhe eingefügt.
Die ein oder zwei Nüsschen (Klausen) sind weißlich gestreift-warzig.
Die Chromosomenzahl beträgt 2n = 35, 38 oder 40.

## Vorkommen
Der Strauchige Steinsame kommt in Marokko, Algerien, Spanien und Frankreich vor. Er gedeiht in der Garigue und in lichten Wäldern.

## Taxonomie
Die Erstveröffentlichung erfolgte 1753 unter dem Namen (Basionym) Lithospermum fruticosum durch Carl von Linné in Species Plantarum, Seite 133. Die Neukombination zu Lithodora fruticosa (L.) Griseb. wurde 1846 durch August Grisebach in Spicilegium florae rumelicae et bithynicae ... 2, Seite 531 veröffentlicht, indem er diese Art in die von ihm neu aufgestellte Gattung Lithodora stellte. Weitere Synonyme für Lithodora fruticosa (L.) Griseb. sind: Lithospermum consobrinum Pomel, Lithodora consobrina (Pomel) I.M.Johnst.